# PNG Football Stadium
Le PNG Football Stadium (connu sous le nom de Lloyd Robson Oval jusqu'en 2015) est un stade situé à Port Moresby, Papouasie-Nouvelle-Guinée. Il a accueilli 7 rencontres de la coupe du monde de rugby à XIII. Il est aussi le stade qui accueille la majorité des matchs de l'équipe de Papouasie-Nouvelle-Guinée de rugby à XIII. Sa capacité est d'environ 10 000 places.

## Histoire
Le stade a accueilli deux matchs de la Coupe du monde de rugby à XIII 1985-1988, deux matchs de la Coupe du monde de rugby à XIII 1989-1992 et trois matchs de la Coupe du monde de rugby à XIII 2017. Les sept matchs ont concerné l'équipe nationale. Elle a gagné quatre rencontres et en a perdu trois.

## Évènements
- Coupe du monde de rugby à XIII 2017